# Temür khan
Temor khan, också känd under sitt tempelnamn Chengzong, född 1265 död 1307, var en mongolisk kejsare i den kinesiska Yuandynastin. Han föddes med namnet Temür Borjigin, och blev kejsare 1294 efter att hans farfar Khubilai khan, som grundade Yuandynastin, avlidit 1294. Hans far var prins Zhenjin (1243–1285). Efter sin död 1307 efterträddes han av sin brorson Külüg khan.
Temor khan regerade Yuandynastin utan några större militära aktiviteter. Han kallade tillbaka de militära installationer som var förberedda för kampanjer mot Vietnam och Japan, och försökte hålla en bra relation med de tre andra mongoliska khanaten i väst. Han gav sin maka Bulughan stort inflytande över regeringsarbetet, och överlämnade det i praktiken helt till henne under sina sista år.

## Regeringsperioder
- Yuanzhen (元貞) 1295–1296[1]
- Dade (大德) 1297–1307[1]